# 1998 UF31
1998 UF31 är en trojansk asteroid i Jupiters lagrangepunkt L4. Den upptäcktes 17 oktober 1998 av Beijing Schmidt CCD Asteroid Program vid Xinglong-observatoriet.
Asteroiden har en diameter på ungefär 19 kilometer.